# Brackenridgea nitida
Brackenridgea nitida là một loài thực vật có hoa trong họ Ochnaceae. Loài này được A.Gray mô tả khoa học đầu tiên năm 1854.